# Georgios Papagiannis

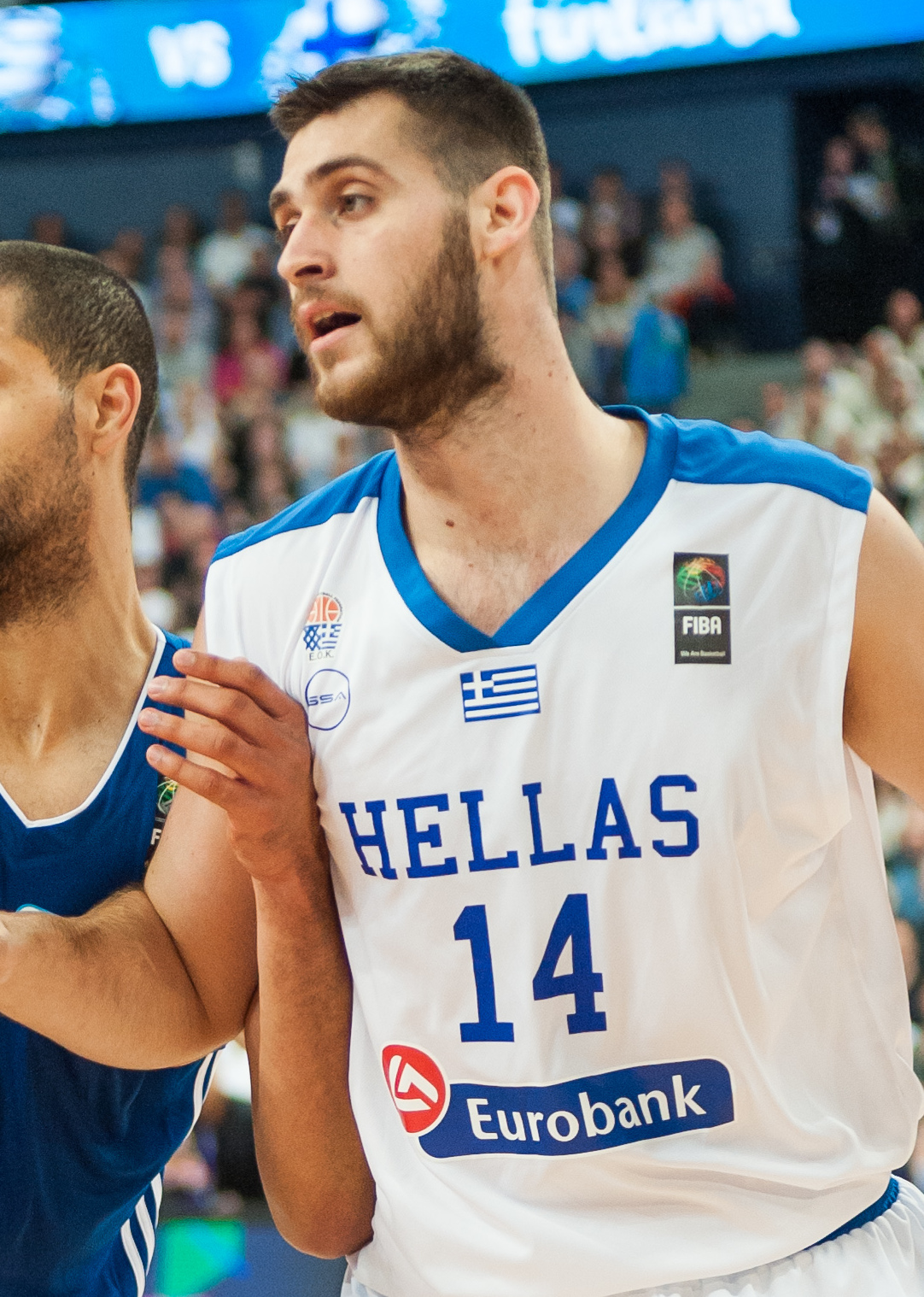
Papagiannis, 2017

Georgios Papagiannis (griechisch Γεώργιος Παπαγιάννης, * 3. Juli 1997 in Megara) ist ein griechischer Basketballspieler. Er ist 2,20 Meter groß und spielt auf der Position des Centers.

## Karriere
Papagiannis gab sein Debüt in der ersten Mannschaft von GS Peristeri in der Saison 2011/12, als er am 5. Januar 2012 im Alter von 14 Jahren in einer Partie der griechischen Basketballliga gegen Panathinaikos Athen auflief. Bis zur Saison 2017/18 war er der jüngste Spieler in der griechischen Basketballliga, der seit der Einführung des Profitums in einem Spiel eingesetzt wurde. 2013 nahm er in den Vereinigten Staaten am Spiel Jordan Brand Classic International teil.
Papagiannis gab im Mai 2013 bekannt, dass er zur Westtown School in West Chester, Pennsylvania wechseln werde. Nach Ende seiner Schulzeit in den Vereinigten Staaten lagen Papagiannis viele Angebote von US-Hochschulen vor, darunter auch von renommierten Bildungseinrichtungen wie Kentucky, Arizona und Connecticut. Er entschloss sich jedoch, nach Griechenland zurückzukehren, wo er von 2014 bis 2016 für Panathinaikos Athen spielte. In diesem Zeitraum gewann er zweimal den griechischen Vereinspokal. Zeitgleich debütierte er in der EuroLeague, dem bedeutendsten aller europäischen Wettbewerbe. Im NBA-Draft 2016 wurde Papagiannis an 13. Stelle von den Phoenix Suns ausgewählt, jedoch danach für die Draftrechte an Marquese Chriss zu den Sacramento Kings getauscht. Dort hatte er seine Position mit DeMarcus Cousins, Willie Cauley-Stein und Kostas Koufos zu teilen. Um dennoch an mehr Spielpraxis zu kommen, wurde er mehrfach für einige Spiele ans eigene Farmteam, die Reno Bighorns, verliehen. Eines seiner besten Spiele absolvierte er für diese am 25. Januar 2017, als er zum 129:116-Erfolg über die Sioux Falls Skyforce 23 Punkte und 15 Rebounds beisteuerte. Sein erstes Double-Double für die Kings gelang Papagiannis am 18. März 2017 bei einer 94:110-Niederlage gegen die Oklahoma City Thunder, als er die Partie mit 14 Punkten und 11 Rebounds beendete. In seiner ersten Saison kam der Center in der NBA auf 22 Spieleinsätze. Nach 16 Einsätzen in der Saison 2017/18 hatten die Kings Papagiannis aus seinem laufenden Vertrag entlassen.
Er kehrte zu Panathinaikos zurück.  Papagiannis wurde mit der Mannschaft griechischer Meister sowie den Pokalwettbewerb. In der Spielzeit 2021/22 führte er die Euroleague mit 8,2 Rebounds und 1,7 Blocks je Begegnung an. In der Saison 2023/24 stand er bei Fenerbahçe Istanbul unter Vertrag und wurde türkischer Meister und Pokalsieger.
Im Juli 2024 gab AS Monaco Papagiannis’ Verpflichtung bekannt. Er wurde mit Monaco in der französischen Meisterschaft Zweiter und erreichte mit der Mannschaft in der Euroleague das Endspiel. Im Sommer 2025 schloss er sich Anadolu Efes SK an.

## Nationalmannschaft
Papagiannis nahm mit der griechischen U16-Nationalmannschaft an der U16-Europameisterschaft 2012 sowie auch an der U16-Europameisterschaft 2013, wo er die Bronzemedaille gewann, teil. 2015 trat Papagiannis mit den griechischen Auswahlen bei der U19-Weltmeisterschaft sowie bei der U18-Europameisterschaft an. Bei der U19-Weltmeisterschaft auf Kreta erreichte er den vierten Platz und kam in sechs Spielen im Schnitt auf 8,1 Punkte und 7,7 Rebounds. Bei der wenige Wochen später ebenfalls in Griechenland stattfindenden U18-Europameisterschaft gewann er nach einem 64:61-Endspielsieg über die Türkei die Goldmedaille. Papagiannis beendete das Turnier mit durchschnittlich 12 Punkten sowie 10,3 Rebounds pro Begegnung. Während des Turniers erreichte er fünf Double-Doubles und wurde zusammen mit seinem Mitspieler Vasilios Charalampopoulos in die Mannschaft des Turniers gewählt.
Mit der griechischen Herrennationalmannschaft nahm Papagiannis an den Weltmeisterschaften 2019 und 2023 sowie den Europameisterschaftsturnieren 2017 und 2022 teil.

## Erfolge
- Griechischer Meister: 2019, 2020, 2021
- Türkischer Meister: 2024
- Griechischer Pokalsieger: 2015, 2016, 2019, 2021
- Türkischer Pokalsieger: 2024
- Griechischer Superpokalsieger: 2021
- U18-Europameister: 2015
- Bronzemedaille bei U16-Europameisterschaft: 2016

## Ehrungen und Auszeichnungen
- U16-Europameisterschaft 2013: Bronzemedaille
- U16-Europameisterschaft 2013: Allstar-Team